# Harry Grant (rugby à XIII)

a Compétitions nationales et continentales officielles uniquement.

b Matchs officiels uniquement.
Harry Grant, né le 17 février 1998 à Yeppoon (Australie), est un joueur australien de rugby à XIII évoluant au poste de talonneur dans les années 2010 et 2020.
Natif du Queensland où il y grandit, Harry Grant avec son frère George pratique le rugby à XIII depuis leurs enfances. Il est enrôlé par les équipes jeunes du Melbourne Storm et évolue dans ses équipes réserves avant qu'on puisse lui donner sa chance en National Rugby League (« NRL »). Disputant seulement deux rencontres de NRL sur les saisons 2018 et 2019, il est prêté une année aux Wests Tigers qui en fait son titulaire au poste de talonneur en 2020, devenant alors une référence à ce poste en NRL. Cette saison est un déclic pour lui. De retour à Melbourne en 2021, H. Grant y est désormais le titulaire au talonnage, et dispute notamment la finale perdue de NRL en 2024 face aux Penrith Panthers 14-6.
Parallèlement, il est convoqué en sélection. En sélection d'Australie, il y débute lors du titre en Coupe du monde en 2022 où il est remplaçant du titulaire Ben Hunt en finale. Il compte à ce jour onze sélections. C'est au « State of Origin » qu'il se révèle, sélectionné lors de son prêt aux Wests Tigers en 2020, il y est régulièrement appelé dans l'équipe du Queensland et prend part aux succès des séries 2020, 2022 et 2023.

## Palmarès
- Collectif 
  - Vainqueur  de la Coupe du monde : 2022 (Australie).
  - Vainqueur du State of Origin : 2020, 2022 et 2023 (Queensland).
  - Finaliste de la National Rugby League : 2018[1] et 2024 (Melbourne).

- Individuel :
  - Elu meilleur talonneur de la National Rugby League : 2023 et 2024 (Melbourne).

### Détails en club
| Saison | Saison           | Championnat | Championnat  | Championnat | Championnat | Championnat | Championnat | Championnat | State of Origin | State of Origin | State of Origin | State of Origin | State of Origin | State of Origin | State of Origin | Sélection | Sélection | Sélection | Sélection | Sélection | Sélection | Sélection |
| Saison | Saison           | Comp.       | Class.       | M           | Pts         | Ess.        | Buts        | Dp.         | Ed.             | Rés.            | M               | Pts             | Ess.            | Buts            | Dp.             | Compet.   | M         | Pts       | Ess.      | Buts      | Dp.       |           |
| ------ | ---------------- | ----------- | ------------ | ----------- | ----------- | ----------- | ----------- | ----------- | --------------- | --------------- | --------------- | --------------- | --------------- | --------------- | --------------- | --------- | --------- | --------- | --------- | --------- | --------- | --------- |
| 2017   | ↪ Sunshine Coast | QC          | Finaliste    | 1           | -           | -           | -           | -           |                 |                 |                 |                 |                 |                 |                 |           |           |           |           |           |           |           |
| 2018   | ↪ Sunshine Coast | QC          | 10e          | 18          | 34          | 8           | 1           | -           |                 |                 |                 |                 |                 |                 |                 |           |           |           |           |           |           |           |
| 2018   | Melbourne Storm  | NRL         | Finaliste    | 1           | -           | -           | -           | -           |                 |                 |                 |                 |                 |                 |                 |           |           |           |           |           |           |           |
| 2019   | ↪ Sunshine Coast | QC          | finale prél. | 21          | 48          | 12          | -           | -           |                 |                 |                 |                 |                 |                 |                 |           |           |           |           |           |           |           |
| 2019   | Melbourne Storm  | NRL         | finale prél. | 1           | -           | -           | -           | -           |                 |                 |                 |                 |                 |                 |                 |           |           |           |           |           |           |           |
| 2020   | ↪ Wests Tigers   | NRL         | 11e          | 15          | 12          | 3           | -           | -           | 2020            | Vainqueur       | 1               | 4               | 1               | -               | -               |           |           |           |           |           |           |           |
| 2021   | Melbourne Storm  | NRL         | finale prél. | 15          | 20          | 5           | -           | -           | 2021            | Perdant         | 1               | -               | -               | -               | -               |           |           |           |           |           |           |           |
| 2022   | Melbourne Storm  | NRL         | 1er tour     | 21          | 28          | 7           | -           | -           | 2022            | Vainqueur       | 3               | -               | -               | -               | -               | CM        | 5         | 4         | 1         | -         | -         |           |
| 2023   | Melbourne Storm  | NRL         | finale prél. | 25          | 36          | 9           | -           | -           | 2022            | Vainqueur       | 3               | -               | -               | -               | -               |           | 3         | -         | -         | -         | -         |           |
| 2024   | Melbourne Storm  | NRL         | Finaliste    | 23          | 46          | 11          | 1           | -           | 2024            | Perdant         | 3               | -               | -               | -               | -               |           | 3         | -         | -         | -         | -         |           |